# ユゼフ・ブラント
ユゼフ・ブラント（Józef Brandt、1841年2月11日 - 1915年6月12日）はポーランドの画家である。歴史画、戦争画を多く描いた。

## 略歴
現在のポーランド、ルブリン県のシュチェブジェシンに生まれた。祖父はワルシャワ大学の医学の教授で、母方の祖父、Frederick Albert Lesselは有名な建築家であった。父親もワルシャワの裕福な医師であったが、ブラントが生まれて5日後に死去したため、ラドムに近いGrzmiącaの邸に母親と暮らした。
1858年に高校を卒業した後、パリの国立土木学校（École nationale des ponts et chaussées）に入学し技術者になる教育を受けた。パリでポーランド出身の画家、ユリウシュ・コサック(Juliusz Kossak: 1824-1899)と知り合い、画家の道に転じ、エコール・デ・ボザールの教授、レオン・コニエのスタジオで学び、コサックやヘンリク・ロダコフスキからも指導を受けた。1860年秋にワルシャワに帰国し、コサックと共にウクライナを旅した。
1861年にワルシャワの美術展（Towarzystwo Zachęty Sztuk Pięknych）に出展した。1862年にミュンヘンに移り、ミュンヘン美術院で、シュトレフーバー(Alexander Strähuber)やカール・フォン・ピロティに学び、戦争画家として知られるフランツ・アダムやテオドール・ホルシェルト(Theodor Horschelt)にも学んだ。
1869年に歴史画がオーストリア皇帝、フランツ・ヨーゼフ1世に買い上げられた。
1870年までにはドイツで画家としての評価が高まり、ミュンヘンにスタジオを開き定住した。1875年には美術学校を開きミュンヘンで学ぶポーランド出身の画家のリーダー的存在になった。  1875年にベルリン美術アカデミーの会員に選ばれた。
1877年にラドム近くの村、オロニスコの大地主の娘と結婚し、夏は妻の両親の邸で過ごすようになった。オロニスコで風景画を描き、多くのポーランドの画家を招待して過ごし邸は「オロニスコ自由学校」(Chodkiewicz pod Chocimiem)と呼ばれた。
第一次世界大戦が始まった1915年にオロニスコを退去しラドムに移り。ラドムで死去した。
歴史的なコサック兵の戦闘などを描いた。